# (31599) Chloesherry
(31599) Chloesherry est un astéroïde de la ceinture principale.

## Description
(31599) Chloesherry est un astéroïde de la ceinture principale. Il fut découvert le 20 mars 1999 à Socorro (Nouveau-Mexique) par le projet LINEAR. Il présente une orbite caractérisée par un demi-grand axe de 2,34 UA, une excentricité de 0,09 et une inclinaison de 8,2° par rapport à l'écliptique.

## Compléments